# System ligowy piłki nożnej w Serbii
Tabela przedstawia system ligowy piłki nożnej w Serbii. Kluby, które zajmą pierwsze pozycje w swojej lidze awansują wyżej, zaś te kończące dany sezon na ostatnich pozycjach spadają do niższych klas ligowych. Teoretycznie jest możliwe, aby klub z najniższej ligi, awansując rok po roku znalazł się w Super lidze Srbije, czyli na najwyższym poziomie ligowym.
| Poziom | Liga                                                                            | Liga                                                                            | Liga                                                                            | Liga                                                                            | Liga                                                                            | Liga                                                                            | Liga                                                                            | Liga                                                                            | Liga                                                                            | Liga                                                                            |
| ------ | ------------------------------------------------------------------------------- | ------------------------------------------------------------------------------- | ------------------------------------------------------------------------------- | ------------------------------------------------------------------------------- | ------------------------------------------------------------------------------- | ------------------------------------------------------------------------------- | ------------------------------------------------------------------------------- | ------------------------------------------------------------------------------- | ------------------------------------------------------------------------------- | ------------------------------------------------------------------------------- |
| 1      | Super liga Srbije (Супер лига Србије) 16 drużyn                                 | Super liga Srbije (Супер лига Србије) 16 drużyn                                 | Super liga Srbije (Супер лига Србије) 16 drużyn                                 | Super liga Srbije (Супер лига Србије) 16 drużyn                                 | Super liga Srbije (Супер лига Србије) 16 drużyn                                 | Super liga Srbije (Супер лига Србије) 16 drużyn                                 | Super liga Srbije (Супер лига Србије) 16 drużyn                                 | Super liga Srbije (Супер лига Србије) 16 drużyn                                 | Super liga Srbije (Супер лига Србије) 16 drużyn                                 | Super liga Srbije (Супер лига Србије) 16 drużyn                                 |
| 2      | Prva liga Srbije (Прва лига Србије) 16 drużyn                                   | Prva liga Srbije (Прва лига Србије) 16 drużyn                                   | Prva liga Srbije (Прва лига Србије) 16 drużyn                                   | Prva liga Srbije (Прва лига Србије) 16 drużyn                                   | Prva liga Srbije (Прва лига Србије) 16 drużyn                                   | Prva liga Srbije (Прва лига Србије) 16 drużyn                                   | Prva liga Srbije (Прва лига Србије) 16 drużyn                                   | Prva liga Srbije (Прва лига Србије) 16 drużyn                                   | Prva liga Srbije (Прва лига Србије) 16 drużyn                                   | Prva liga Srbije (Прва лига Србије) 16 drużyn                                   |
| 3      | Srpska liga (Српска лига)                                                       | Srpska liga (Српска лига)                                                       | Srpska liga (Српска лига)                                                       | Srpska liga (Српска лига)                                                       | Srpska liga (Српска лига)                                                       | Srpska liga (Српска лига)                                                       | Srpska liga (Српска лига)                                                       | Srpska liga (Српска лига)                                                       | Srpska liga (Српска лига)                                                       | Srpska liga (Српска лига)                                                       |
| 3      | Wojwodina 16 drużyn                                                             | Belgrad 16 drużyn                                                               | Zachód 16 drużyn                                                                | Wschód 16 drużyn                                                                |                                                                                 |                                                                                 |                                                                                 |                                                                                 |                                                                                 |                                                                                 |
| 4      | Zonske lige (Зонске лиге) 10 grup po 16 drużyn                                  | Zonske lige (Зонске лиге) 10 grup po 16 drużyn                                  | Zonske lige (Зонске лиге) 10 grup po 16 drużyn                                  | Zonske lige (Зонске лиге) 10 grup po 16 drużyn                                  | Zonske lige (Зонске лиге) 10 grup po 16 drużyn                                  | Zonske lige (Зонске лиге) 10 grup po 16 drużyn                                  | Zonske lige (Зонске лиге) 10 grup po 16 drużyn                                  | Zonske lige (Зонске лиге) 10 grup po 16 drużyn                                  | Zonske lige (Зонске лиге) 10 grup po 16 drużyn                                  | Zonske lige (Зонске лиге) 10 grup po 16 drużyn                                  |
| 5      | Okružne lige (Окружне лиге) 30 równoległych lig, różna liczba drużyn            | Okružne lige (Окружне лиге) 30 równoległych lig, różna liczba drużyn            | Okružne lige (Окружне лиге) 30 równoległych lig, różna liczba drużyn            | Okružne lige (Окружне лиге) 30 równoległych lig, różna liczba drużyn            | Okružne lige (Окружне лиге) 30 równoległych lig, różna liczba drużyn            | Okružne lige (Окружне лиге) 30 równoległych lig, różna liczba drużyn            | Okružne lige (Окружне лиге) 30 równoległych lig, różna liczba drużyn            | Okružne lige (Окружне лиге) 30 równoległych lig, różna liczba drużyn            | Okružne lige (Окружне лиге) 30 równoległych lig, różna liczba drużyn            | Okružne lige (Окружне лиге) 30 równoległych lig, różna liczba drużyn            |
| 6      | Međuopštinske lige (Међуопштинске лиге) 52 równoległe ligi, różna liczba drużyn | Međuopštinske lige (Међуопштинске лиге) 52 równoległe ligi, różna liczba drużyn | Međuopštinske lige (Међуопштинске лиге) 52 równoległe ligi, różna liczba drużyn | Međuopštinske lige (Међуопштинске лиге) 52 równoległe ligi, różna liczba drużyn | Međuopštinske lige (Међуопштинске лиге) 52 równoległe ligi, różna liczba drużyn | Međuopštinske lige (Међуопштинске лиге) 52 równoległe ligi, różna liczba drużyn | Međuopštinske lige (Међуопштинске лиге) 52 równoległe ligi, różna liczba drużyn | Međuopštinske lige (Међуопштинске лиге) 52 równoległe ligi, różna liczba drużyn | Međuopštinske lige (Међуопштинске лиге) 52 równoległe ligi, różna liczba drużyn | Međuopštinske lige (Међуопштинске лиге) 52 równoległe ligi, różna liczba drużyn |
| 7      | Opštinske lige (Општинске лиге) 57 równoległych lig, różna liczba drużyn        | Opštinske lige (Општинске лиге) 57 równoległych lig, różna liczba drużyn        | Opštinske lige (Општинске лиге) 57 równoległych lig, różna liczba drużyn        | Opštinske lige (Општинске лиге) 57 równoległych lig, różna liczba drużyn        | Opštinske lige (Општинске лиге) 57 równoległych lig, różna liczba drużyn        | Opštinske lige (Општинске лиге) 57 równoległych lig, różna liczba drużyn        | Opštinske lige (Општинске лиге) 57 równoległych lig, różna liczba drużyn        | Opštinske lige (Општинске лиге) 57 równoległych lig, różna liczba drużyn        | Opštinske lige (Општинске лиге) 57 równoległych lig, różna liczba drużyn        | Opštinske lige (Општинске лиге) 57 równoległych lig, różna liczba drużyn        |